# Axis
«Axis» (рус. «Ось») — инструментальная композиция британской поп-группы Pet Shop Boys, первый сингл с 12-го студийного альбома дуэта — Electric. С 1 мая 2013 года доступен через цифровое скачивание, 15 июля вышел на физическом носителе.
Песня написана во время работы над предыдущим альбомом Pet Shop Boys Elysium.

## Список композиций
| №  | Название                  | Длительность |
| -- | ------------------------- | ------------ |
| 1. | «Axis»                    | 5:32         |
| 2. | «Axis» (Boys Noize remix) | 4:10         |

## Позиции в чартах
| Хит-парады (2013) | Высшая позиция |
| ----------------- | -------------- |
| UK Singles Chart  | 196            |